# ARCA Space Corporation
Pour les articles homonymes, voir Arca.
ARCA Space Corporation (en roumain, Asociația Română pentru Cosmonautică și Aeronautică, « Association roumaine pour l'astronautique et l'aéronautique » en français) est une entreprise aérospatiale basée en Roumanie, et qui a développé plusieurs projets de fusées, avions, ou drones.

## Historique

### Fondation
La société est fondée en 1999 en Roumanie par Dumitru Popescu et autres amateurs de fusées et d'aéronautique en tant qu'organisation non gouvernementale. La société développe au bout de quelques années la fusée Demonstrator, faisant 10 mètres de haut et qui ne volera jamais, mais dont la maquette servira à attirer des investisseurs dans l'entreprise. ARCA développe par la suite Demonstrator 2, puis Demonstator 2B, qui volera en 2003, atteignant une altitude de 1 200 mètres. Cette fusée mesurait 4,5 mètres de haut, et était équipée d'un moteur au peroxyde d'hydrogène,.

### Premiers projets de fusées habitées (Orizont et Stabilo)
En 2003, l'entreprise répond au concours Ansari X Prize, qui vise à récompenser d'une forte somme le lancement d'un avion spatial réutilisable et habité par une société privée. ARCA propose un véhicule nommé Orizont, qui devait initialement décoller comme un avion, avant d'allumer son moteur-fusée, fonctionnant au peroxyde d'hydrogène et fabriqué en fibre de verre, une fois l'altitude de 13 000 mètres atteinte. La particularité de l'avion était de disposer d'un système d'aile à géométrie variable, et d'un réservoir de carburant largable. Le véhicule n'a jamais volé. L'entreprise qui réussira finalement le concours sera Scaled Composites, avec son SpaceShipOne, un précesseur des avions spatiaux de Virgin Galactic.

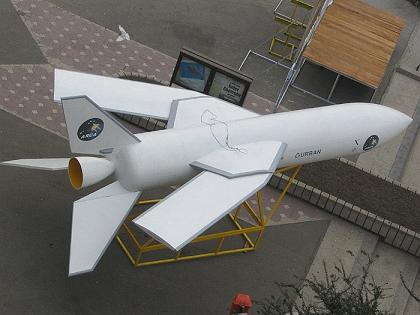
L'avion spatial Orizont.

L'entreprise développe par la suite, à partir de 2004, un nouveau projet nommé Stabilo. Il s'agit d'un concept de capsule spatiale habitée, qui monterait jusqu'à 30 km d'altitude grâce à des ballons solaires, avant d'être propulsé par une fusée jusqu'à l'espace. Le 2 décembre 2006 à Onești, un test a lieu, emportant une maquette de la capsule en altitude, cette capsule étant récupérée au sol. Un second vol aura lieu en septembre 2007, en emportant cette fois-ci une maquette de la capsule mais aussi de la fusée, jusqu'à 12 km d'altitude environ. La fusée a été récupérée en mer par la Marine roumaine. Le premier véritable vol de Stabilo était à l'époque prévu pour 2009. Bien que le moteur du véhicule sera testé par la suite, aucun vol opérationnel de Stabilo n'aura finalement lieu.

### Participation au Google Lunar X Prize (Haas, Helen et IAR-111)
En 2008, ARCA décide de rejoindre le Google Lunar X Prize, visant à l'envoi d'un rover lunaire sur la Lune par une société privée. Elle présente le concept du « European Lunar Lander ». Pour l'envoyer vers la Lune, ARCA commence le développement de la fusée Haas, qui sera un lanceur aéroporté et qui allumera ses moteurs à 18 km d'altitude, après avoir été emporté à son altitude via un ballon solaire. Un prototype plus petit, nommé Helen, est développé en parallèle pour réaliser des tests. Le premier lancement d'Helen, prévu à la base pour octobre 2009, est finalement reporté à novembre, mais est finalement annulé à la suite de problèmes sur le ballon solaire. Une seconde tentative a lieu et échoue en août 2010. À la suite de ces deux échecs, ARCA change de plan, et décide le développement d'Helen 2, en n'utilisant concrètement que deux étages sur la fusée, et en remplaçant le ballon solaire par un ballon à l'hélium. Le test a lieu depuis la mer le 2 octobre 2010, Helen 2 étant larguée par le ballon à 14 km d'altitude, avant d'atteindre environ 40 km d'altitude grâce à ses moteurs. À l'époque, ARCA revendique déjà que sa fusée est écologique.

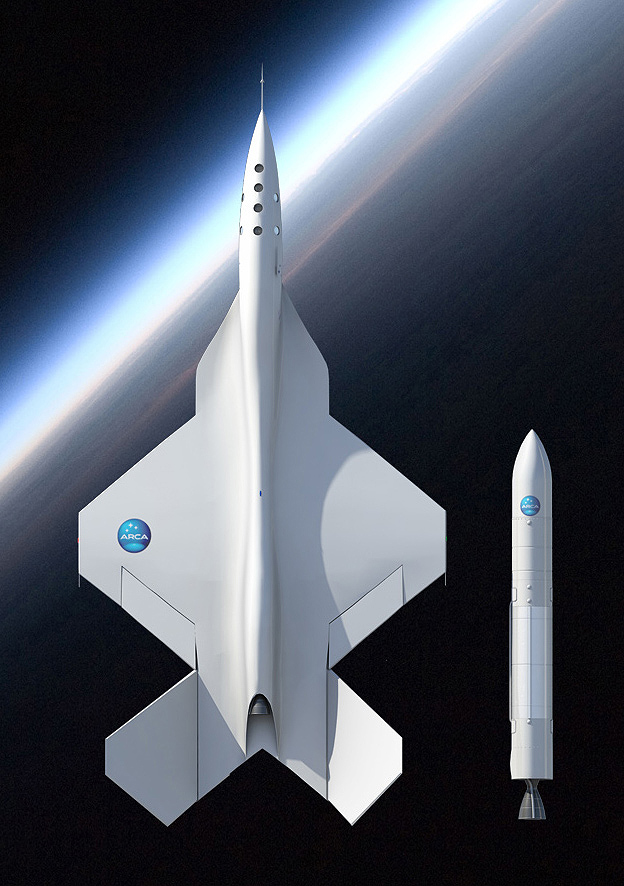
Vue d'artiste de l'avion IAR 111 et d'Haas 2.

ARCA décide en décembre 2010 de changer de stratégie concernant le Google Lunar X Prize. L'entreprise abandonne désormais l'usage de ballon, et décide d'employer un nouvel avion pour emmener sa fusée Haas-2 à l'altitude de 18 km souhaitée. Cet avion sera nommé IAR-111, et sera développé en interne par ARCA. Il était censé pouvoir voler à Mach 1,5 à une altitude de 16 000 mètres, et pouvoir atterrir et décoller depuis la mer. L'avion devait être propulsé par un moteur-fusée nommé Executor. Il fonctionnerait grâce à un mélange de péroxyde d'hydrogène et de kérosène. La cabine de l'avion aurait dû pouvoir contenir deux personnes, et était censé être séparable, disposant de ses propres moteurs-fusées pour pouvoir, si nécessaire, s'éjecter de l'avion et atterrir sous parachute. Le système d'éjection de la cabine a été testé avec succès en septembre 2011, elle a été récupérée en mer par un hélicoptère Mi-17 de l'armée roumaine. ARCA a fini en septembre 2011 les simulations sur ordinateur du comportement de son avion en vol supersonique. En décembre 2011, ARCA revendiquait avoir déjà construit 60 % de l'IAR-111. Le premier vol était alors prévu pour mi-2012.
En mars 2012 l'entreprise a testé avec succès la technologie des réservoirs d'Haas-2 et l'IAR-111, qui sont très légers et fabriqués entièrement en matériaux composites, technologie maitrisée de longue date par ARCA. Dumitru Popescu, président de l'entreprise, déclare qu'il s'agit des réservoirs de kérosène pour fusée « les plus légers du monde », plus encore que celui des Centaur, l'étage supérieur des fusées Atlas et Vulcan.
Le projet de l'IAR-111 ne verra finalement jamais le jour,.

### Relation avec les agences spatiales et échec deSchiaparelli
En 2012 également, des tensions émergent entre l'agence spatiale roumaine (la ROSA), et ARCA. L'agence spatiale roumaine aurait qualifié, à de multiples reprises, les projets d'ARCA d' « irréels », et le personnel de l'entreprise d' « amateurs » et de personnes « inexpérimentés seulement à la recherche de publicité ». L'entreprise répondra aux critiques dans une lettre ouverte au Premier Ministre, en rappelant dans la même lettre l'échec du satellite roumain Goliat (satellite) (en), développé par l'agence spatiale roumaine. ARCA dépose dans le même temps une plainte contre la ROSA, devant la Direction nationale anticorruption.
Dans la même période, l'Agence Spatiale Européenne sélectionne ARCA pour le test des parachutes de l'atterrisseur martien Schiaparelli, du programme ExoMars de l'ESA. Le contrat a rapporté à ARCA plus d'un million d'euros. L'entreprise n'a réalisé aucun test des parachutes, mais uniquement un test du véhicule qui devait les réaliser,. Le 19 octobre 2016, l’atterrisseur échoue finalement à se poser sur Mars, les parachutes se déployant incorrectement, causant une réaction incontrôlée de l’atterrisseur et l'échec de la mission.

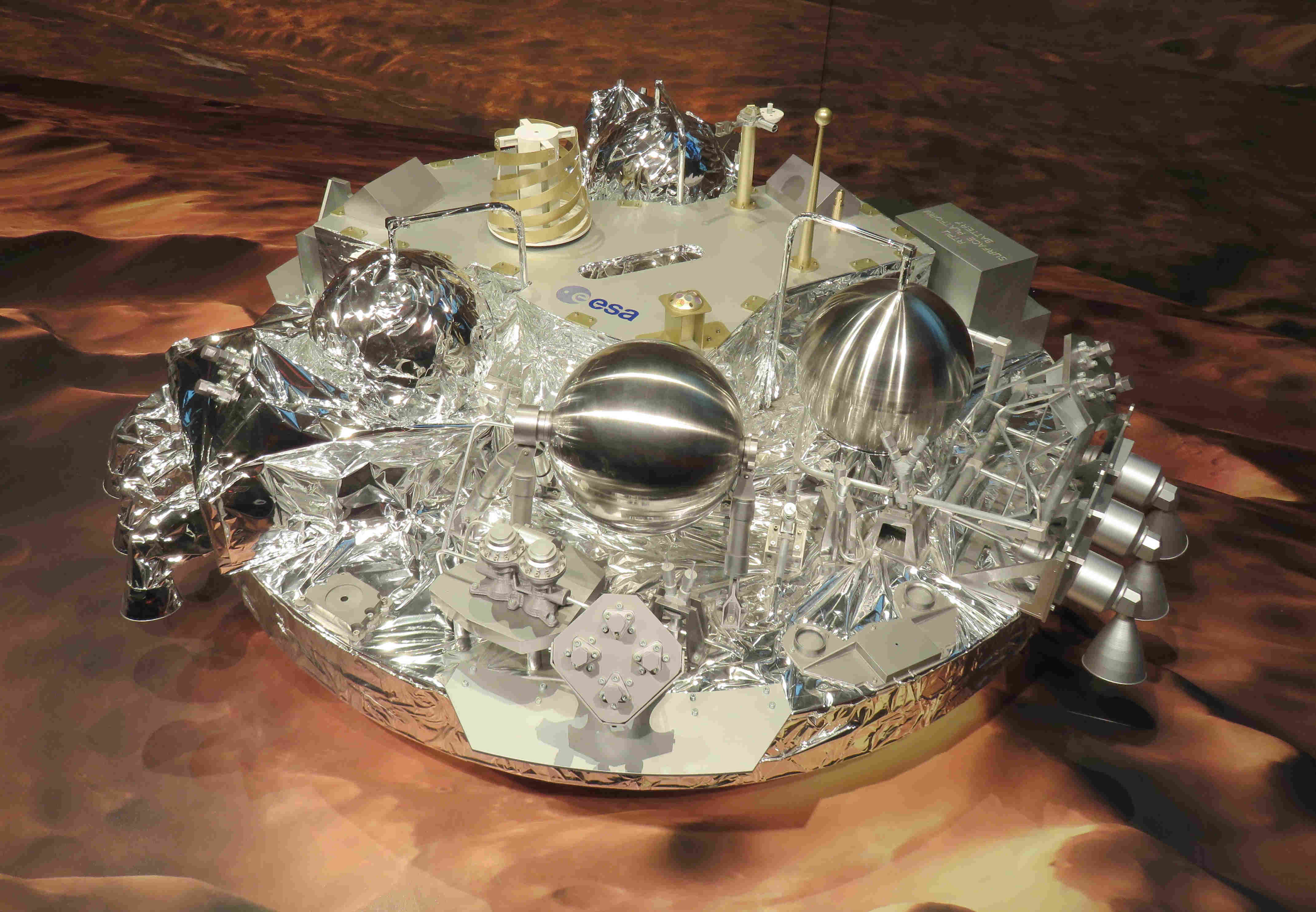
Maquette de l’atterrisseur Schiaparelli.

Après l'échec, l'Agence spatiale italienne accuse l'ESA d'avoir mal sélectionné l'entreprise responsable du test de Schiaparelli. Elle accuse également ARCA d'être responsable à cause de tests mal réalisés. L'ASI avait réclamée à l'ESA de sélectionner Swedish Space Corporation pour réaliser les tests. Cependant, l'Agence spatiale européenne a sélectionné ARCA, une entreprise « qui n'est pas dotée des compétences spécifiques » nécessaire pour le test de la sonde.
Dumitru Popescu, président d'ARCA, défend l'entreprise en déclarant à la presse que si un seul test a été effectué, c'est à cause des risques de « déclencher un conflit entre la fédération de Russie et l'OTAN », à la suite de l'annexion de la Crimée par la Russie. Il demande également à l'ASI d'être « prudente, car si elle n'a pas la preuve de ses déclarations, elle pourrait en payer le prix».
Cependant, selon l'ESA, le test des parachutes n'aurait probablement pas révélé l'origine du problème.

### Déménagement auNouveau-Mexique
L'entreprise annonce au début de 2014 la production d'un drone électrique nommé AirStrato. Le premier vol à lieu le 13 février 2014.
En fin d'année, l'entreprise ARCA Space Corporation déménage de Roumanie et s'installe à Las Cruces au Nouveau-Mexique, à cause de la « corruption » trop présente en Roumanie, selon l'entreprise. ARCA, qui était jusque-là légalement une organisation non gouvernementale, devient au passage une entreprise, dans l'objectif de commercialiser les lanceurs Haas et le drone AirStrato, qui devrait bientôt être commercialisé. Le déménagement permet à l'entreprise de se voir accorder 500 000 US$ de subventions par l'État, dans l'objectif de construire une usine, Le terrain occupé par la nouvelle usine de l'entreprise, d'une valeur de 55 000 $, a été donné à l'entreprise par la ville de Las Cruces. Le financement accordé par le Nouveau-Mexique a été critiqué, puisqu'il aurait été attribué à l'encontre des règles fixées par l'État. Il n'aurait finalement pas été donné à l'entreprise.
Le succès n'est cependant pas au rendez-vous, puisque seuls trois drones seront vendus. L'entreprise se diversifie, et propose à la vente un hoverboard, inspiré de Retour vers le futur.
L'entreprise compte utiliser le site Spaceport America pour tester ses fusées et ses moteurs. L'entreprise présente en mars 2017 une nouvelle fusée nommée Haas 2CA, inspirée des travaux déjà réalisés sur les précédentes Haas, mais qui serait un lanceur orbital monoétage. Le premier vol est planifié pour 2018 depuis la base spatiale de Wallops, ce qui ferait d'Haas 2CA le premier lanceur de ce genre à être lancé. Le fait de ne disposer que d'un seul étage pourrait grandement réduire les coûts, les délais et les risques d'échec du lancement. Il pourrait placer environ une centaine de kilos en orbite basse. Haas 2CA permettrait d'envoyer des minisatellites, un marché en forte croissance.
Haas 2CA utiliserait un moteur à tuyères aerospikes, une technologie compliquée à mettre en œuvre. ARCA se concentre donc d'abord sur le développement d'un démonstrateur nommé « Demonstrator 3 », reprenant les noms que l'entreprise utilisait au début des années 2000. L'entreprise était censée réaliser d'abord des tests au sol sur le moteur, puis, s'ils étaient réalisés avec succès, mettre le moteur sur le démonstrateur pour le faire décoller.
Cependant, en novembre 2017, le PDG de l'entreprise, Dumitru Popescu, est arrêté, pour différentes accusations de fraudes fiscales. Les projets de l'entreprise sont donc au ralenti durant cette période. Au bout de quelques mois, les charges contre lui seront finalement abandonnées, et Popescu est libéré. Popescu a depuis déclaré qu'il s'agissait d'un complot fomenté par son ex-femme, un de ses anciens employés, un policier et un agent du département de la Sécurité Intérieure des États-Unis,,.

### Retour en Roumanie (EcoRocket et AMi)
À la suite de cet évènement, ARCA quitte les États-Unis et retourne en Roumanie. L'argent que gagne désormais l'entreprise vient de campagnes de financement participatif.

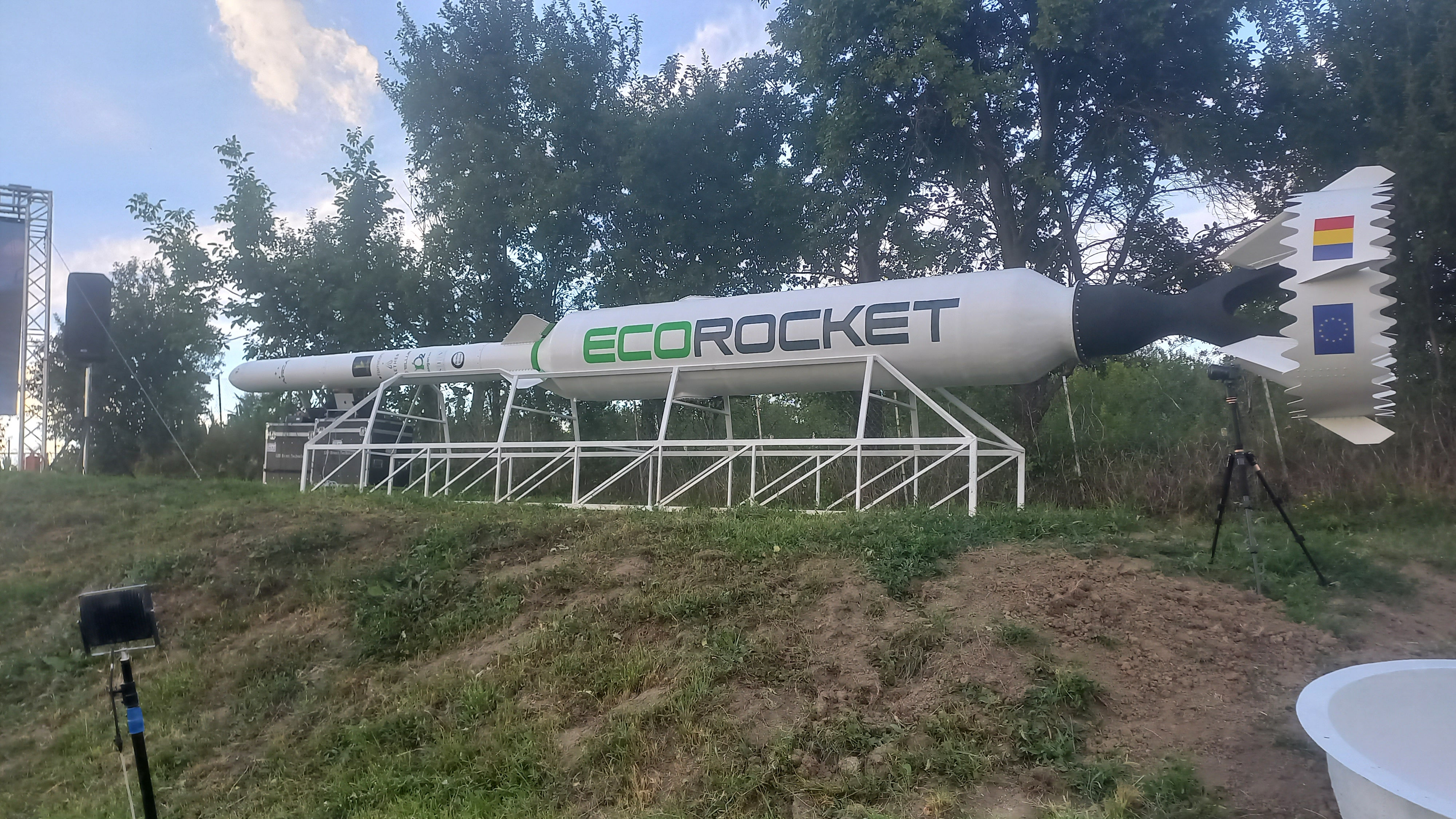
Maquette de l'EcoRocket.

Elle présente en 2019 le projet LAS (Launch Assist System), qui vise à développer un système de propulseurs d'appoints fonctionnant grâce à de la vapeur d'eau, qui augmenteraient la puissance de lanceurs orbitaux normaux dans les premières phases du vol. À partir de novembre 2020, le projet tombe à l'eau pour être remplacé par l'EcoRocket Demonstrator. Il s'agit d'un lanceur orbital, dont le premier étage est propulsé par de la vapeur d'eau. L'EcoRocket décollerait immergée dans la mer Noire, comme le concept de fusée Sea Dragon. Le principal objectif est de réaliser un lanceur à bas coût, bien que le fait de ne pas utiliser, du moins sur le premier étage, de carburants toxiques présente également un aspect écologique. Le vol inaugural, d'abord planifié en octobre 2021, puis au printemps 2022, n'a toujours pas eu lieu en août 2023.
Le concept d'EcoRocket rencontre le scepticisme d'une grande partie des spécialistes du spatial. Eric Berger, journaliste spatial pour Ars Technica, considère que l'entreprise « ressemble plus à un mème qu'à une réelle société de fusée ». Le journaliste français Eric Bottlaender, spécialiste espace de Clubic, déclare que l'EcoRocket « n'est pas considérée comme un projet spatial digne de ce nom par la majorité des spécialistes du secteur ».
En 2022, l'entreprise présente le concept de l'EcoRocket Heavy, en accrochant 540 premiers étages d'EcoRocket entre eux. La fusée servirait à envoyer des missions vers des astéroïdes, dans le but d'y récolter des minerais et de les ramener sur Terre pour les revendre. Ce programme, nommé AMi (Asteroid Mining Program), doit être financé par le lancement d'une cryptomonnaie,, qui devrait rapporter à l'entreprise 73 millions de dollars. Selon l'entreprise, le concept a été développé par Popescu, pendant qu'il était en prison. L'intérêt est de réduire les coûts, en n'ayant pas à construire de grosses pièces, mais uniquement à assembler un grand nombre de petites pièces. Un concept de fusée similaire, accrochant des dizaines de boosters au premier étage d'une fusée, a déjà été testé par la société allemande OTRAG. Ce projet n'avait cependant pas vu le jour.

## Projets

### Haas

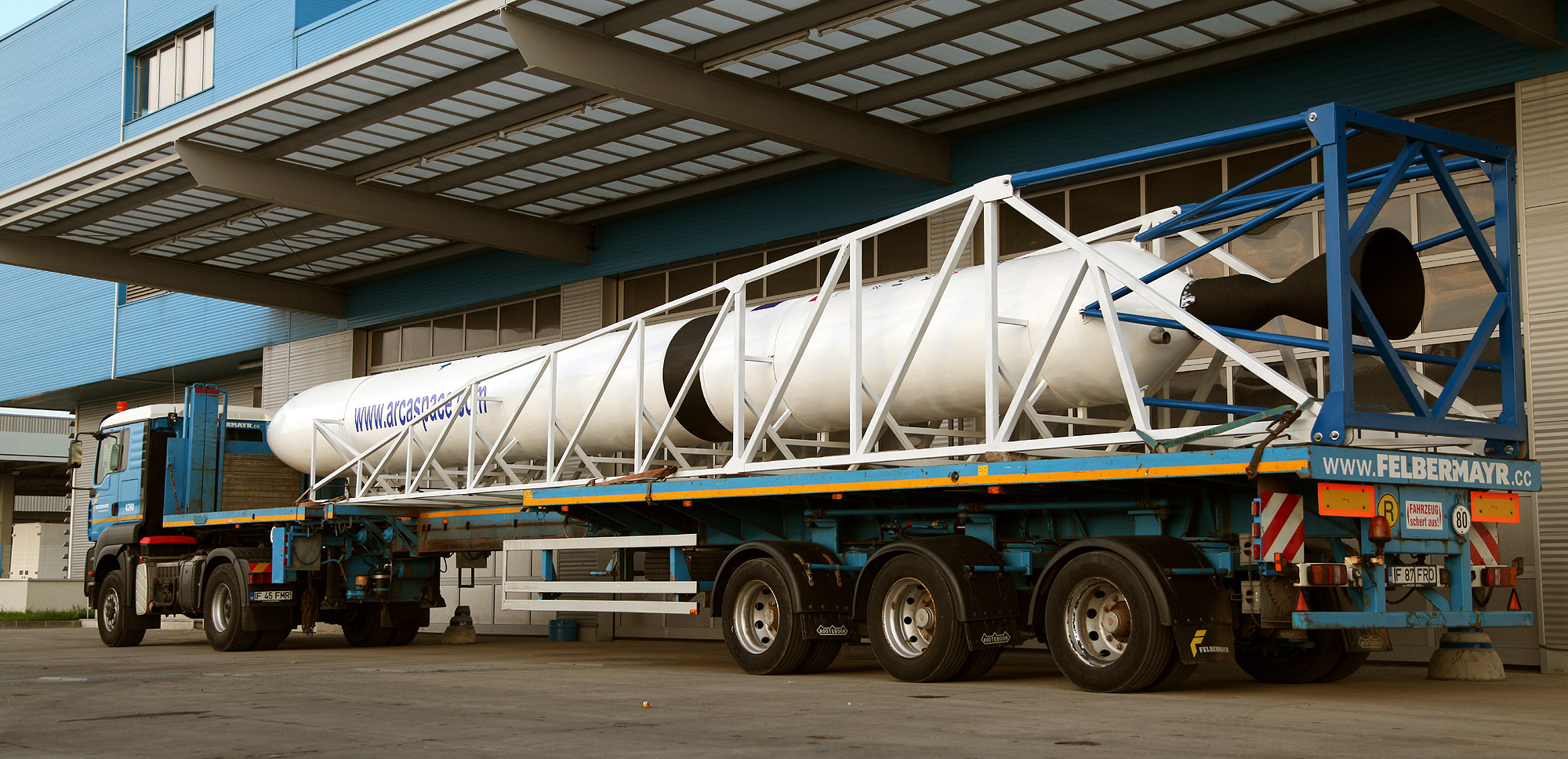
Maquette d'Haas 2C, transportée sur un camion à Bucarest pour y être exposée.

La famille de fusée Haas était une famille de fusée développée par ArcaSpace.
- Haas 2B est la version habitée, qui devait pouvoir transporter des touristes spatiaux pour un vol suborbital similaire à la fusée Mercury-Redstone[24] ;
- Haas 2C est un lanceur à bas cout qui devait pouvoir placer environ 350 kg en orbite basse[24] ;
- Haas 2CA est un lanceur orbital monoétage, pouvant placer environ 100 kg en orbite. Il aurait propulsé par un moteur aerospike[29].

### AirStrato

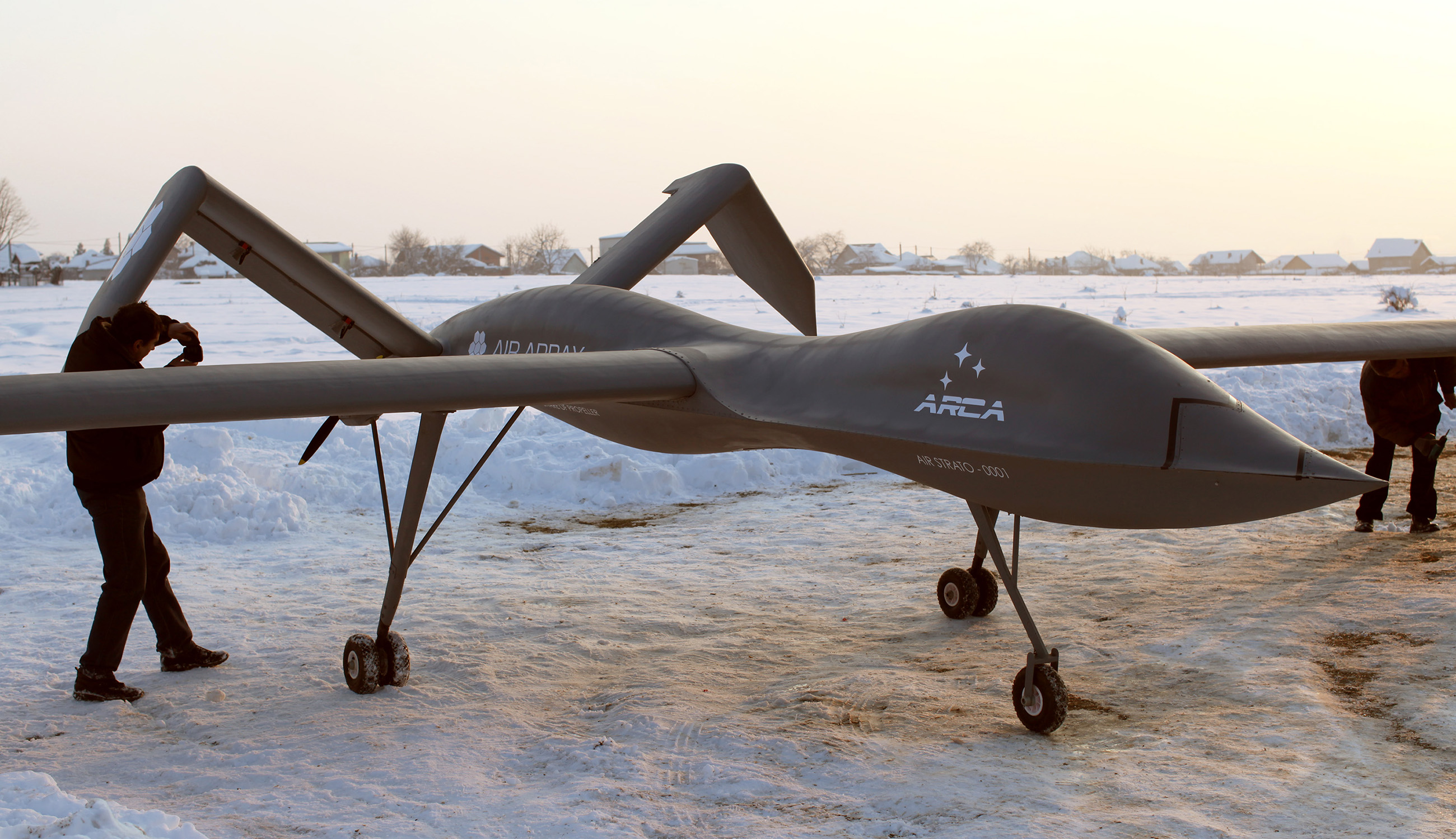
Le drone AirStrato.

AirStrato est un drone construit à trois exemplaires par ARCA. Il peut voler jusqu'à une altitude de 18 km. Son envergure est de 18 mètres. Il pourrait également être alimenté grâce à panneaux solaires.
À l'exception du premier exemplaire, il ne dispose pas de trains d'atterissages. Pour le décollage, il doit être propulsé par un canon à air comprimé. Il atterrit sous parachute.

### ArcaBoard
L'entreprise a développé en 2015 l'ArcaBoard, inspiré de l'hoverboard de Retour vers le futur 2. Il disposait de 36 ventilateurs, fournissant une puissance de 272 chevaux, permettant de le soulever dans les airs pendant six minutes au maximum. Il était vendu au prix de 19 900 €,.

### EcoRocket Demonstrator
L'EcoRocket Demonstrator est le lanceur orbital réutilisable développé par ARCA. Il devrait servir principalement pour démontrer la faisabilité d'une fusée fonctionnant avec de l'eau au lieu d'un carburant traditionnel, ce qui permettra selon l'entreprise de réduire les coûts, tout en protégeant l'environnement.
Les deux premiers étages seront propulsés par de la vapeur d'eau. Après avoir été utilisés, ils devraient normalement revenir se poser sous parachute. Le troisième étage quant-à-lui sera propulsé par un mélange composé à 95 % de peroxyde d'hydrogène et de 5 % de kérosène. Il devrait s'allumer au-dessus de 50 km d'altitude selon l'entreprise, permettant de ne pas relâcher trop de gaz toxiques dans l'atmosphère. Il est basé sur les technologies développées pour la fusée Haas 2CA.
L'EcoRocket pourra placer 10 kg en orbite basse.

### EcoRocket Heavy
Il s'agit d'une version lourde de l'EcoRocket, censée pouvoir placer 24 t en orbite basse.
Le premier module de propulsion (Propulsion Module), sera constitué de 420 premiers étages de l'EcoRocket Demonstrator, qui s'allumeront tous en même temps. Le second module en comprendra 90, puis enfin le troisième module aura 30 étages d'EcoRocket. Il s'agit d'un total cumulés de 540 étages de l'EcoRocket Demonstrator.
Sa masse au décollage, charge utile incluse, serait de 5 443 t, fournissant 12 600 tonnes de poussée. Le lanceur pourrait atteindre un diamètre de plus de 30 mètres.
Sa principale mission sera de placer l'AMi Cargo en orbite.

### AMi Cargo
L'EcoRocket Heavy devra placer en orbite le AMi Cargo, qui pèsera 20 t, un vaisseau spatial automatique composé de trois segments :
- une capsule récupérable, qui reviendra se poser sur Terre avec jusqu'à 2,5 t de minerais ;
- un module de service, sur lequel il y aura le système de contrôle par réaction, qui utilisera de l'eau ;
- un troisième module, sur lequel se situera les panneaux solaires et le moteur principal, qui fonctionnera avec une propulsion électrique. Il contiendra également le réservoir d'eau utilisés par les systèmes de propulsion.

Les panneaux solaires auront une surface de 384 m2 et pourront générer 60 mW. Le réservoir d'eau contiendra 17 000 litres.
L'AMi Cargo est censé réaliser le minage d'astéroïde.